# Гідротехнічний затвор

Секторний гідротехнічний затвор

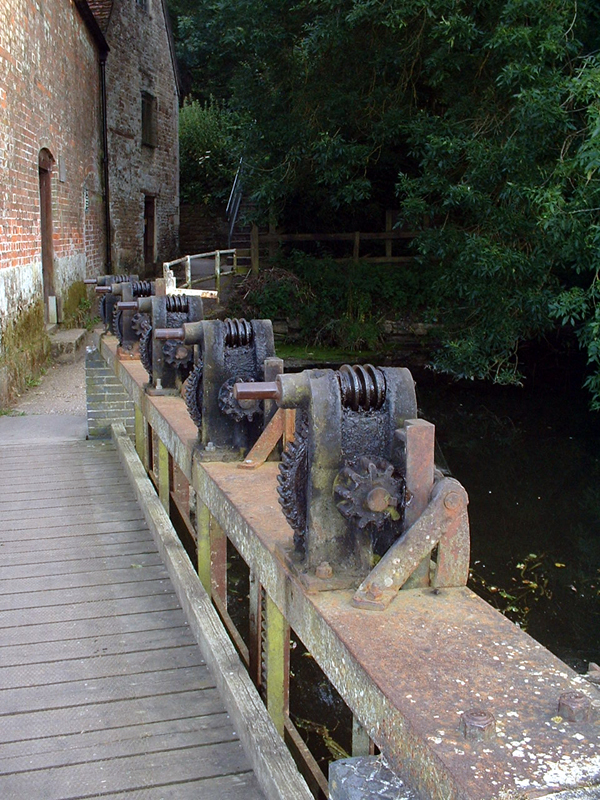
Плоский гідротехнічний переливний затвор з ручним приводом

Гідротехні́чний затво́р — рухома конструкція, якою частково чи повністю перекривають (відкривають) водопропускні отвори гідротехнічних споруд (водозливної греблі, шлюзу, трубопроводу, рибоводу, гідротехнічного тунелю тощо).

## Призначення
Гідротехнічний затвор служить для регулювання рівня води перед греблею (у верхньому б'єфі), керування витратою води, пропускання плаваючих тіл (суден, лісу, льоду, наносів тощо) за різних умов роботи гідротехнічної споруди.

## Конструктивні особливості
Основні елементи гідротехнічного затвора: рухома конструкція, опорні частини (нерухомі конструкції, зароблені в тіло споруди) та защільнення, що забезпечують водонепроникність по контакту між рухомою конструкцією та опорною частиною.
Затвори відкриваються та закриваються стаціонарними або мобільними механізмами (лебідки, крани, гідравлічні підйомники тощо) або під дією тиску води (вододійні гідротехнічні затвори) а при малих водопропускних отворах — уручну. Часто при маніпуляції гідротехнічними затворами використовують дистанційне та автоматичне керування.

## Класифікація
Розрізняють гідротехнічні затвори:
- за розташуванням у споруді — поверхневі (з розташуванням на гребені водозливної споруди — шандори, плоскі, сегментні й вальцьові) та глибинні;
- за формою — плоскі, сегментні, секторні, циліндричні, даховидні, кульові та ін.;
- за призначенням — основні (робочі), ремонтні, аварійні, будівельні, запасні;
- за способом пропускання води — з переливом через затвор, через щілину з-під затвора і комбіновано;
- за матеріалом — сталеві, дерев'яні, залізобетонні та з легких сплавів.

## Поверхневі затвори
Найпоширенішими є поверхневі затвори механічної дії завдяки простоті їх улаштування, надійності роботи, хорошим експлуатаційним і техніко-економічними показникам. Вони здатні перекривати отвори з прольотом до 45 м і висотою до 20 м. Секторними і даховидними затворами перекривають прольоти, що досягають 50 м. Для перекриття судноплавних отворів гребель або шлюзових воріт проліт яких досягає 200 м і більше, застосовують поворотні ферми або рами, клапанні та ін. затвори.
Шандори — дерев'яні, сталеві або залізобетонні балки, що укладаються горизонтально в пазах биків (підвалин) одна на одну з утворенням, таким чином, вертикальної шандорної стінки. Застосовуються зазвичай як ремонтно-аварійні та будівельні, затвори. Плоский затвор — конструкція з плоскою обшивкою з напірної сторони, забезпечена на кінцях колісними, катковими або ковзними опорами, що переміщаються в пазах биків (підвалин) у вертикальному напрямку. Для забезпечення переливання води та скидання льоду чи інших плаваючих тіл через верх затворів і полегшення маневрування ними плоскі затвори іноді поділяють по висоті на дві частини (здвоєний затвор), площа перекриття може сягати — 240 м². Вальцьовий затвор — порожниста трубчаста конструкція, забезпечена по кінцях барабанами з зубчастими дугами і гладкими бандажами, за допомогою котрих затвор перекочується по заставних зубчастих рейках і рейках в пазах биків (підвалин). Вальцьові затвори забезпечуються зазвичай нижнім щитком або переднім козирком, іноді його доповнюють поворотним клапаном. Прольоти вальцьових затворів досягають 50 м, висота — 13 м, загальна площа перекриття — 440 м².

## Глибинні затвори
Глибинні затвори перекривають отвори водоспусків, водозаборів, водопровідних галерей судноплавних шлюзів, що розташовані нижче рівня верхнього б'єфа. Глибинні затвори працюють під великими напорами, що доходять іноді до декількох сотень метрів; їх відкривання відбувається при значних швидкостях течії води, що пов'язане з можливістю утворення вакууму й кавітації, а також вібрації затвора. Щоб уникнути цих явищ затвору і водоводу надають плавних обрисів, забезпечують підведення повітря в зону можливого вакууму тощо. При напорах до 100 м і великих розмірах прольоту, що перекривається, застосовують сегментні і плоскі затвори. Для регулювання витрат води при напорах до 800 м служать голчасті затвори, що мають за цих умов високі експлуатаційні характеристики.
Плоскі і сегментні затвори аналогічні за конструкцією до таких же поверхневих затворів. Засувки мають вигляд дисків круглої або прямокутної форми з ковзними, іноді роликовими опорами. При влаштуванні обвідної труби, що з'єднує ділянки водоводу попереду і позаду засувки, яка забезпечує тим самим переміщення останньої в безнапірних умовах, засувки працюють під напором до 100…200 м і більше. Вони відрізняються доброю водонепроникністю й економічністю. Циліндричні затвори — порожнисті циліндри з вертикальною віссю, що перекривають отвори на вертикальних ділянках водоводів або веж керування водоспусків. Вони бувають високі (верх підноситься над рівнем води і при підйомі вода входить у кільцевий отвір під циліндром) і низькі, розташовувані нижче рівня води. Такі затвори є простими, мають невелику масу; розмір їх сягає до 10 м в діаметрі.
Дросельні затвори мають форму плоского диска, що обертається на вертикальній або горизонтальній осі, розташованої приблизно в його середині, завдяки чому тиск води на обидві частини диска майже однаковий і зусилля для його повороту є невеликим. Недоліки дросельних затворів — нещільне закриття і вібрація при часткових відкриттях отвору. Дросельні затвори поширені як другий (допоміжний) затвор, їх застосовують при великих напорах (розмір диска досягає 8 м в діаметрі і більше).
Кульові затвори являють собою один, частіше два коротких циліндри, забезпечених обшивкою на частини кола і обертаються в кожусі з виїмками, куди заходить частина циліндра з обшивкою при повному відкритті отвору. Кульові затвори характеризуються хорошою щільністю закриття, швидкістю і легкістю маневрування; їх застосовують при напорах до 300 м діаметр циліндрів — 1…3 м.
Голчасті затвори (гідравлічної дії) — нерухоме тіло, всередині якого може поступально переміщатися поршень, що закриває отвір своїм криволінійним конічним кінцем. Вода рухається в кільцевому просторі між затвором і кожухом. Для відкриття і закриття отвору вода верхнього б'єфа впускається в одну або в іншу порожнину між нерухомою і рухомою частинами затвора. Спеціальні пристосування дозволяють зупиняти затвор в будь-якому проміжному положенні із заданою величиною відкриття отвору. Голчасті затвори мають відмінні експлуатаційні характеристиками, але є складними та дорогими. Їх застосовують найчастіше на низовий стороні водоспуску з викидом струменя води в повітря, при напорах до 800 м, діаметр їх сягає 8,5 м.
Глибинні отвори споруд захищаються з боку верхнього б'єфа ґратками від попадання в них плавучих або перекочуваних водою по дну водотоку тіл.